# Lanty-sur-Aube
Lanty-sur-Aube település Franciaországban, Haute-Marne megyében. Lakosainak száma 114 fő (2022. január 1.). Lanty-sur-Aube Cunfin, Gevrolles, Riel-les-Eaux, Dinteville, Latrecey-Ormoy-sur-Aube, Silvarouvres és Villars-en-Azois községekkel határos.

## Népesség
A település népességének változása:
| Lakosok száma | 163  | 153  | 146  | 139  | 130  | 127  | 121  | 114  | 114  | 114  |
|               | 1968 | 1982 | 1990 | 2006 | 2013 | 2015 | 2017 | 2019 | 2020 | 2022 |